# Meloisey
Cet article possède des paronymes, voir Mélisey (Haute-Saône) et Mélisey (Yonne).
Meloisey est une commune française située dans le département de la Côte-d'Or, en région Bourgogne-Franche-Comté.

## Toponymie
Molesiacus en latin médiéval fin XIIe siècle, Meloisé en 1282. « Mlô-yé » en patois bourguignon.
Toponyme de type gallo-roman *MOLISIACU, basé sur un anthroponyme gallo-romain Molisius, dérivé du nom gaulois Mollius, suivi du suffixe -(i)-acum d'origine gauloise, qui marque le lieu ou la possession. On le trouve souvent sous forme de finale -ey dans la région (comme dans l'Avranchin par exemple), alors qu'ailleurs en France du nord, c'est plutôt -ay ou -y, ainsi que -é à l'ouest.
Meloisey rappelle le mot bourguignon meloise, ce qui a peut-être motivé l'évolution de *Moloisey en Meloisey. Les meloises sont des terrains humides. Le nom peut désigner des prés proches des maisons. La rue des Chaumaillots reflète cette possibilité : la rue des champs mouillés. La topographie, géologie et l'hydrographie confirmeraient cette hypothèse.
Maitranceaux viendrait du nom du (ou des) propriétaire(s) du moulin à eau situé dans le hameau : Maître Anceaux.

## Géographie
Située en Bourgogne, dans le département de la Côte-d'Or, à environ 10 kilomètres à l'ouest de Beaune, la commune est constituée d'un village et d'un hameau, Maitranceaux.

### Climat
Pour des articles plus généraux, voir Climat de la Bourgogne-Franche-Comté et Climat de la Côte-d'Or.
En 2010, le climat de la commune est de type climat océanique dégradé des plaines du Centre et du Nord, selon une étude du Centre national de la recherche scientifique s'appuyant sur une série de données couvrant la période 1971-2000. En 2020, Météo-France publie une typologie des climats de la France métropolitaine dans laquelle la commune est exposée à un climat océanique altéré et est dans la région climatique  Bourgogne, vallée de la Saône, caractérisée par un bon ensoleillement (1 900 h/an), un été chaud (18,5 °C), un air sec au printemps et en été et des vents faibles. 
Pour la période 1971-2000, la température annuelle moyenne est de 10 °C, avec une amplitude thermique annuelle de 16,9 °C. Le cumul annuel moyen de précipitations est de 862 mm, avec 12,7 jours de précipitations en janvier et 7,3 jours en juillet. Pour la période 1991-2020, la température moyenne annuelle observée sur la station météorologique de Météo-France la plus proche, « Bessey », sur la commune de Bessey-en-Chaume à 5 km à vol d'oiseau, est de 10,2 °C et le cumul annuel moyen de précipitations est de 831,9 mm,. Pour l'avenir, les paramètres climatiques de la commune estimés pour 2050 selon différents scénarios d'émission de gaz à effet de serre sont consultables sur un site dédié publié par Météo-France en novembre 2022.

## Urbanisme

### Typologie
Au 1er janvier 2024, Meloisey est catégorisée commune rurale à habitat dispersé, selon la nouvelle grille communale de densité à 7 niveaux définie par l'Insee en 2022.
Elle est située hors unité urbaine. Par ailleurs la commune fait partie de l'aire d'attraction de Beaune, dont elle est une commune de la couronne,. Cette aire, qui regroupe 64 communes, est catégorisée dans les aires de 50 000 à moins de 200 000 habitants,.

### Occupation des sols
L'occupation des sols de la commune, telle qu'elle ressort de la base de données européenne d’occupation biophysique des sols Corine Land Cover (CLC), est marquée par l'importance des forêts et milieux semi-naturels (52 % en 2018), une proportion sensiblement équivalente à celle de 1990 (51,7 %). La répartition détaillée en 2018 est la suivante : forêts (45,6 %), prairies (26,9 %), cultures permanentes (11 %), milieux à végétation arbustive et/ou herbacée (6,4 %), terres arables (4 %), zones agricoles hétérogènes (3,2 %), zones urbanisées (3 %). L'évolution de l’occupation des sols de la commune et de ses infrastructures peut être observée sur les différentes représentations cartographiques du territoire : la carte de Cassini (XVIIIe siècle), la carte d'état-major (1820-1866) et les cartes ou photos aériennes de l'IGN pour la période actuelle (1950 à aujourd'hui).

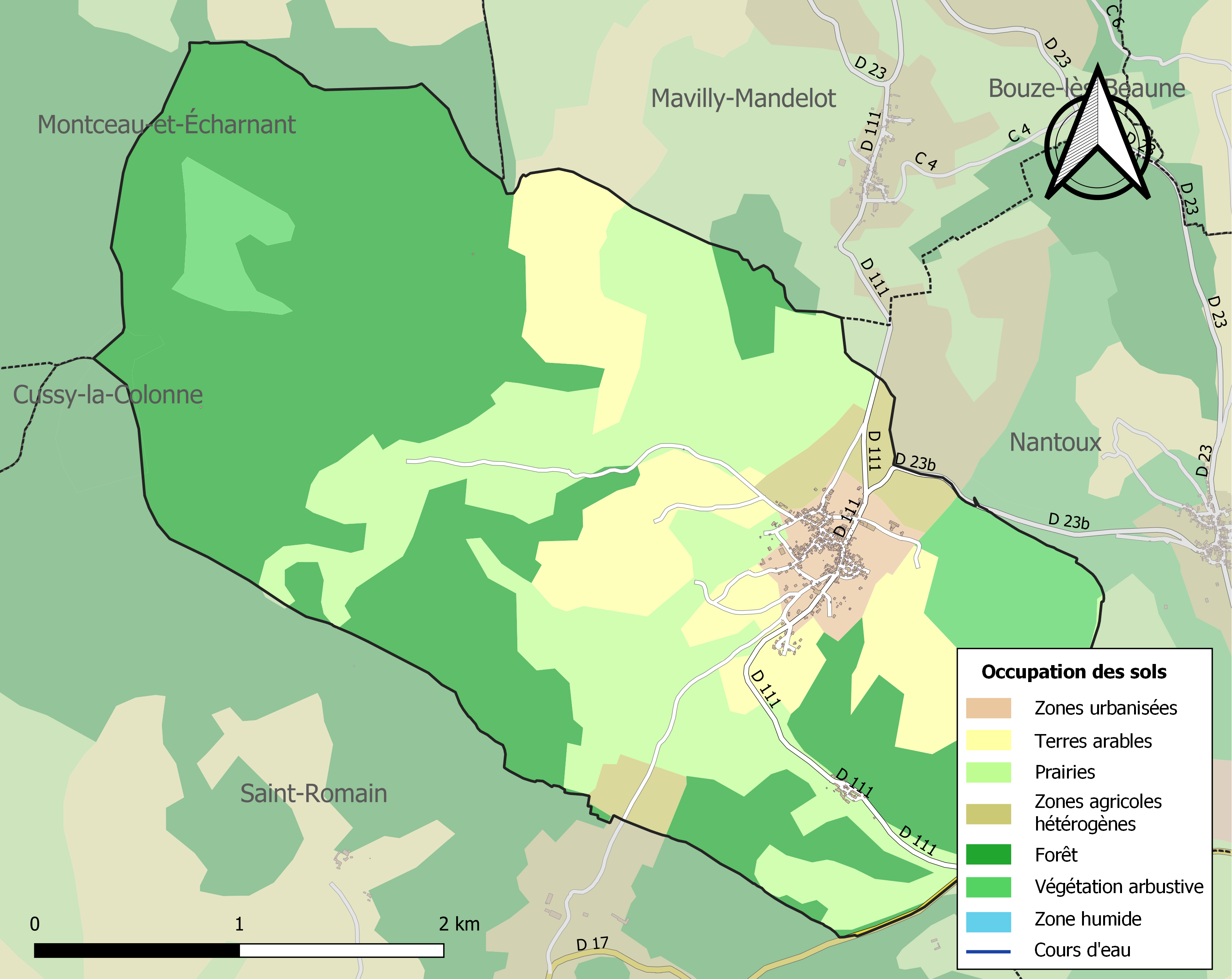
Carte des infrastructures et de l'occupation des sols de la commune en 2018 (CLC).

## Histoire

### Néolithique  / Age de Fer
On trouve de nombreux tumuli sur la commune, la plupart localisés sur le Single. Certains tumuli sont datés du Néolithique et réemployés durant la Tène (second Âge du Fer). Certains tumuli furent fouillés en 1864 par Alexandre Bertrand et Félix de Saulcy, une partie des artefacts a été reversée au Musée d'Archéologie Nationale à Saint Germain-en-Laye.  

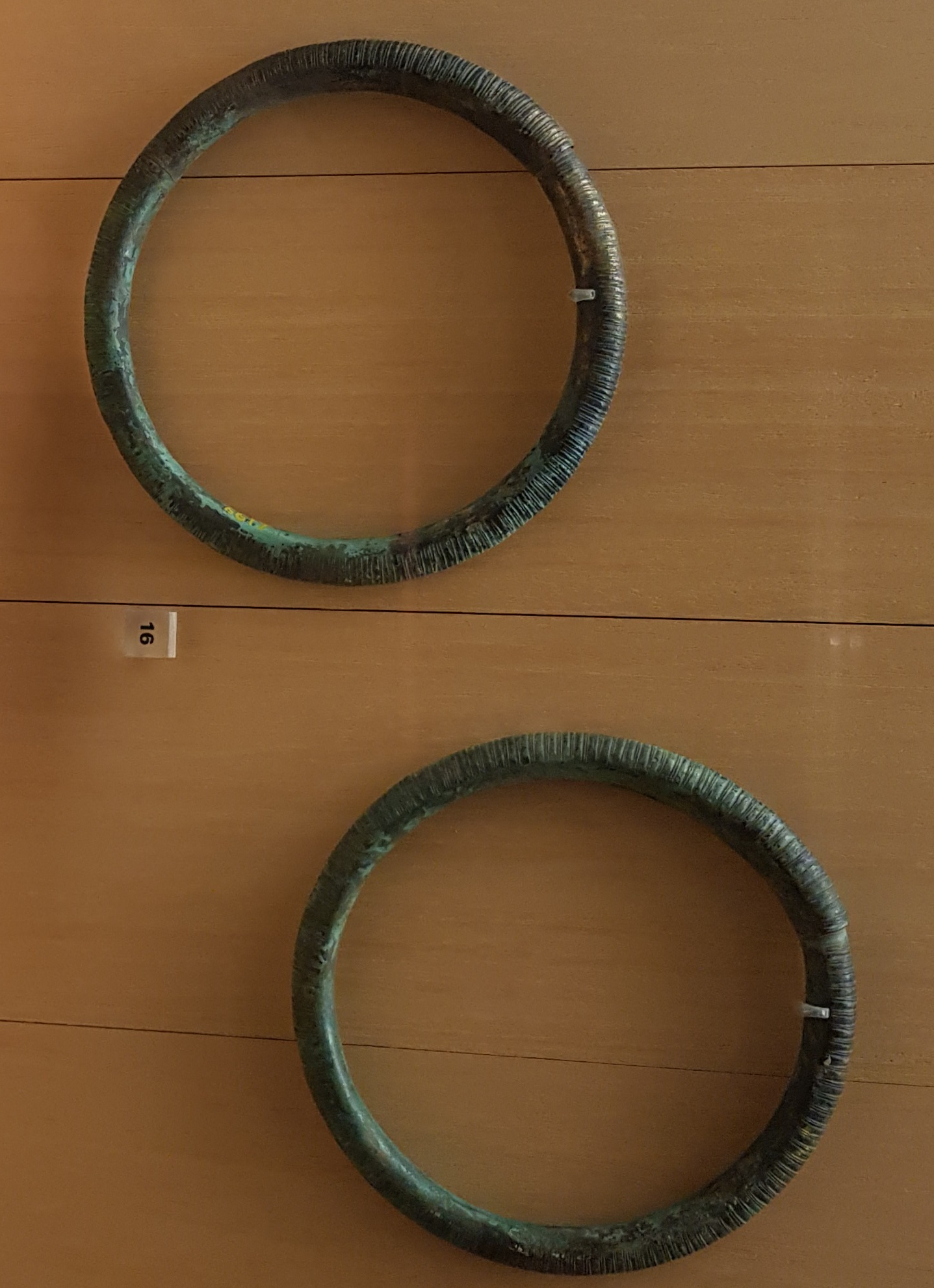
Anneaux de jambe en alliage cuivreux. 6e siècle avant notre ère. Fouilles de Saulcy 1864. Tumulus A sépulture indéterminée
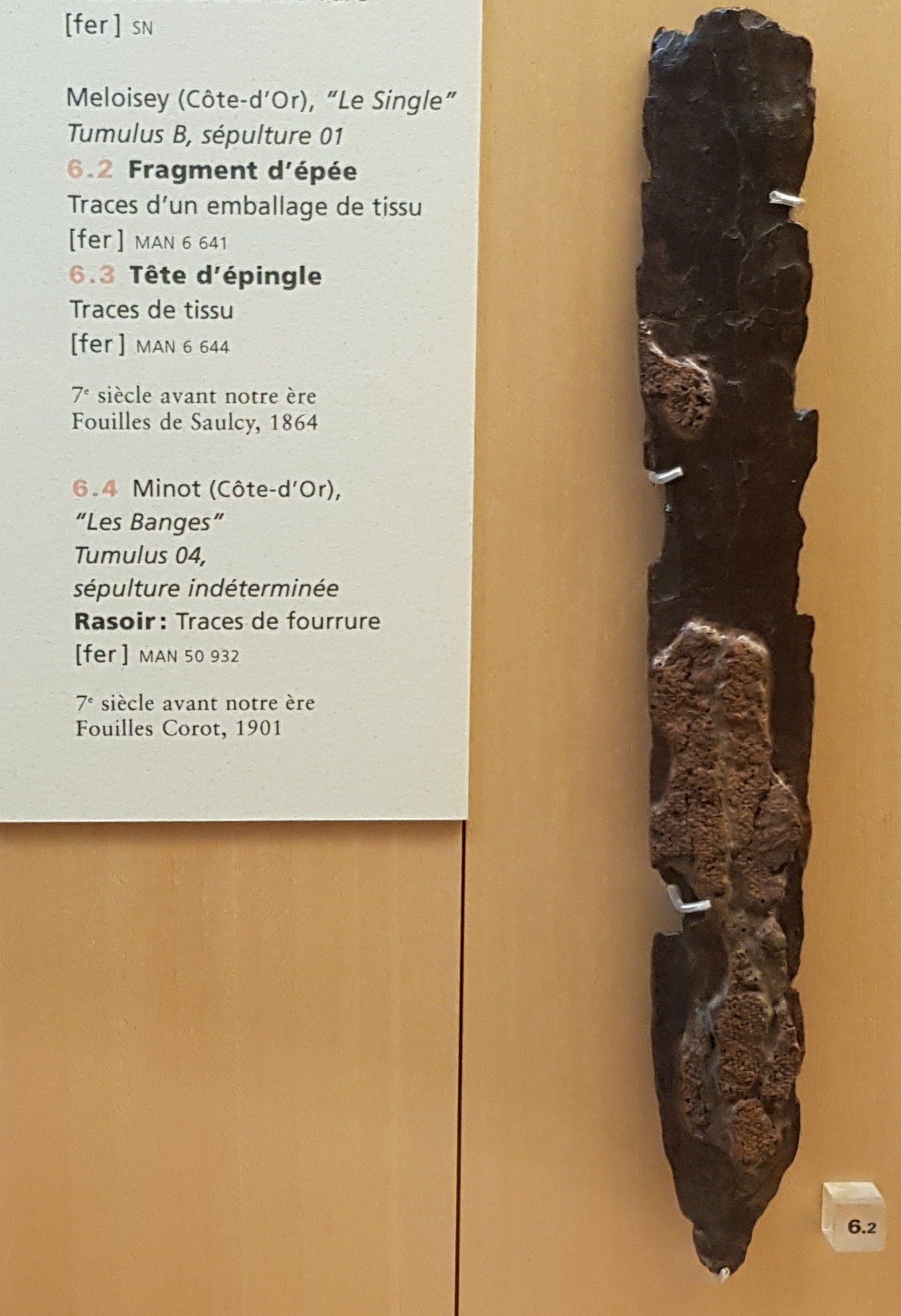
Fragment d'épée (fer), avec Traces d'une emballage de tissu. 7e siècle avant notre ère. Fouilles de Saulcy 1864. Tumulus B, sépulture 01
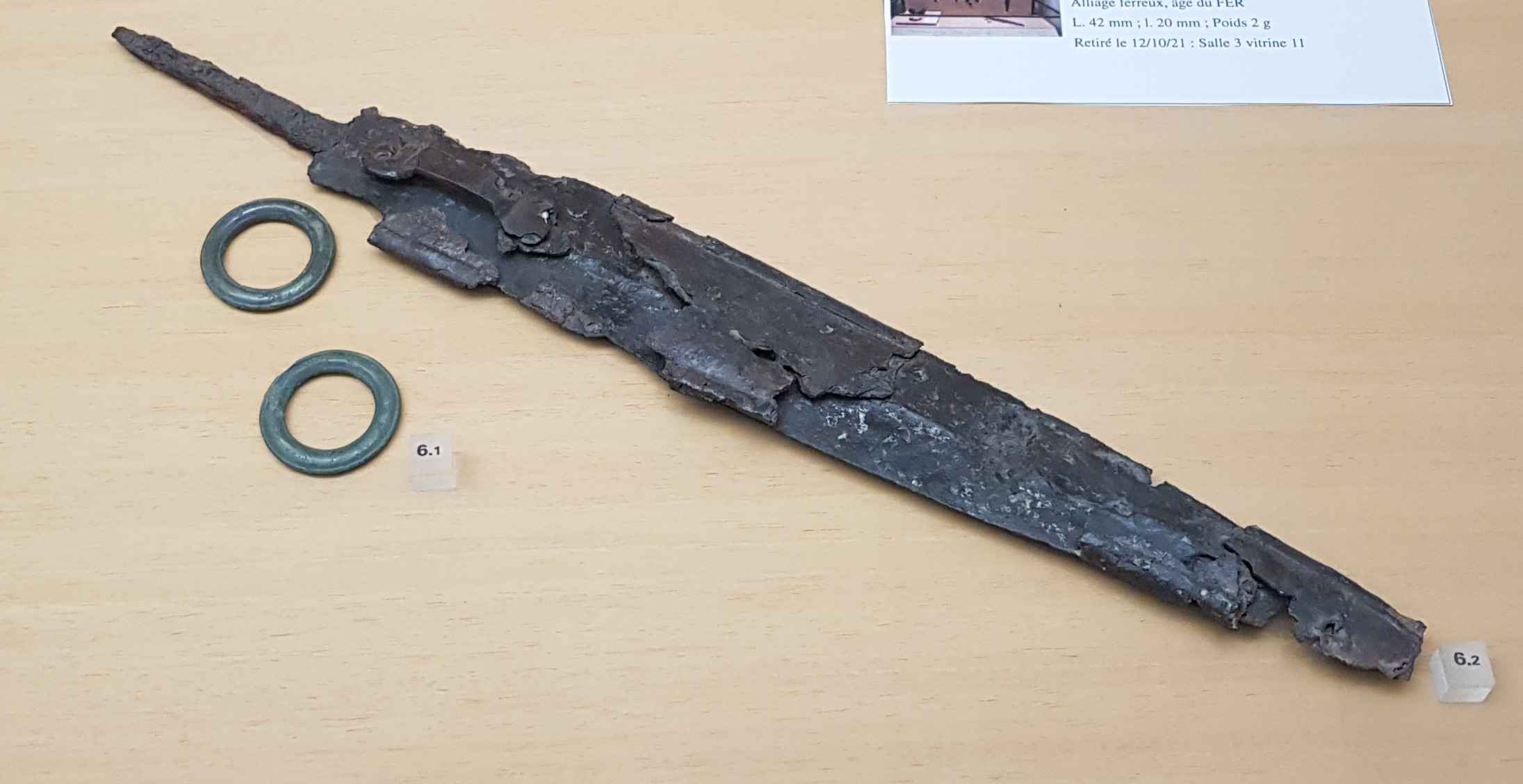
Epée en fer et anneaux en alliage cuivreux, 5e siècle avant notre ère, Fouilles de Saulcy et Bertrand, 1864, Tumulus A, sépulture indéterminée
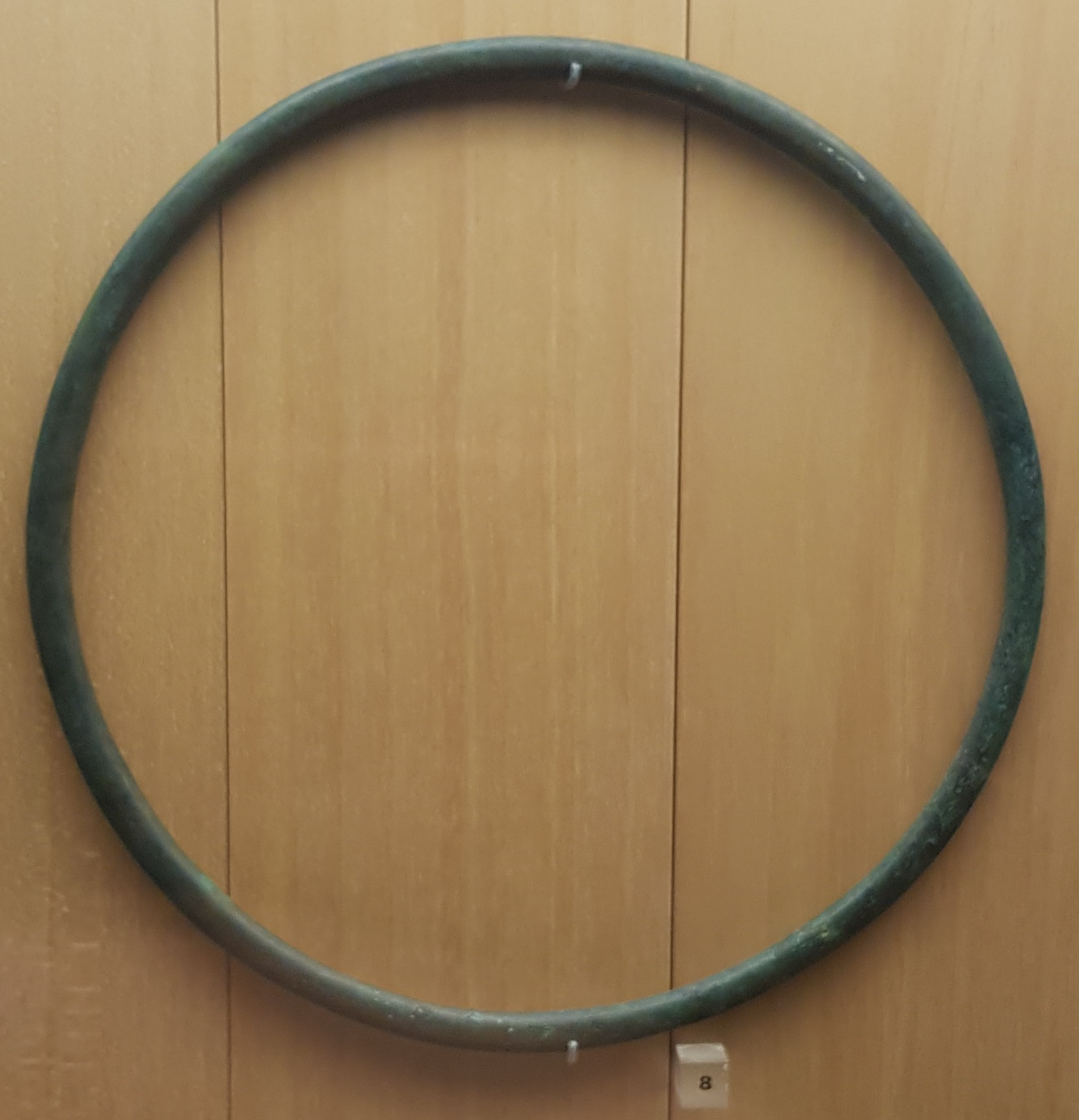
Torque en alliage cuivreux, 6e siècle avant notre ère, fouilles de Saulcy, 1864, Tumulus A, sépulture indéterminée

"Dans le courant du 7e siècle avant notre ère, des concentrations importantes de  groupes de tumuli à tombes à armement se développent en Bourgogne, en particulier dans la région des côtes de Beaune. Le sommet de la hiérarchie funéraire est occupé par des cavaliers à épée, qui sont inhumés dans des tertres de dimensions supérieures. Ces morts privilégiés sont enterrés le plus souvent avec des objets de prestige, comme des services à boire, généralement en céramique ou plus exceptionnellement en vaisselle métallique. Ils sont accompagnés également d'instruments utilisés pour les soins corporels, comme des rasoirs réalisés en bronze puis en fer. Certains éléments du mobilier funéraire, comme en particulier les épées, sont emballés dans du tissu au moment de leur installation dans la tombe."  

### Époque gauloise et romaine
Des statuettes de la déesse gauloise associée aux sources, Belisama, ont été trouvées à la source du ruisseau de Gevrey attestant d'une présence ou tout à le moins, un culte. Dans les murs de certaines maisons du village on peut distinguer des stèles funéraires romaines fortement érodées.
Au moins une voie romaine traversait la commune.

### Moyen Âge
Une partie de Meloisey est réputée avoir été donnée à l'abbaye de Luxeuil par Louis le Débonnaire (possiblement Charlemagne) en 815.
Au XIIIe siècle, l'église de Meloisey est transmise de l'abbaye de Luxeuil au Chapitre d'Autun. Au même moment, Eudes IV remet aussi ses possessions à Meloisey au Chapitre.

### Ancien Régime
En 1713, le Prince de Condé acquit certains droits dont la Justice.
En 1772, le comte de la Marche possède une partie de la seigneurie. Le reste dépend de la cathédrale d'Autun.
Publiée entre 1790 et 1815, la carte de Cassini représente le village avec l'église Saint-Pierre et une maison forte à l'écart appelée Montfort. Maitranceaux y figure avec son moulin. Le calvaire du Mont est visible aussi.
L'écart Montfort fut rattaché au village par la suite, laissant une rue de Montfort et une ruelle Montfort dans la toponymie.

## Politique et administration
| Période                                  | Période  | Identité                    | Étiquette | Qualité |
| ---------------------------------------- | -------- | --------------------------- | --------- | ------- |
| 1790                                     | 1793     | Edme Arvier                 |           |         |
| 1793                                     | 1797     | Nicolas Fortier             |           |         |
| 1797                                     | 1800     | Pierre Carré                |           |         |
| 1800                                     | 1815     | Jacques Misserey            |           |         |
| 1815                                     | 1818     | Pierre Carré                |           |         |
| 1818                                     | 1830     | Pierre Fortier              |           |         |
| 1830                                     |          | Emile Renfer                |           |         |
| 1864                                     | 1870     | Etienne Arvier              |           |         |
| 1871                                     | 1874     | Simon Fortier-Péchoux       |           |         |
| 1874                                     | 1878     | Adolphe Molin               |           |         |
| 1878                                     | 1882     | François Porcheray-Favelier |           |         |
| 1882                                     |          | Adolphe Molin               |           |         |
| 2001                                     | 2014     | Jean-Paul Gueret            |           |         |
| 2014                                     | en cours | Pascal Malaquin             |           |         |
| Les données manquantes sont à compléter. |          |                             |           |         |

## Démographie
L'évolution du nombre d'habitants est connue à travers les recensements de la population effectués dans la commune depuis 1793. Pour les communes de moins de 10 000 habitants, une enquête de recensement portant sur toute la population est réalisée tous les cinq ans, les populations de référence des années intermédiaires étant quant à elles estimées par interpolation ou extrapolation. Pour la commune, le premier recensement exhaustif entrant dans le cadre du nouveau dispositif a été réalisé en 2006.

En 2022, la commune comptait 321 habitants, en évolution de −3,31 % par rapport à 2016 (Côte-d'Or : +0,82 %, France hors Mayotte : +2,11 %).
| 1793 | 1800 | 1806 | 1821 | 1831 | 1836 | 1841 | 1846 | 1851 |
| ---- | ---- | ---- | ---- | ---- | ---- | ---- | ---- | ---- |
| 408  | 557  | 592  | 596  | 597  | 592  | 570  | 591  | 647  |

| 1856 | 1861 | 1866 | 1872 | 1876 | 1881 | 1886 | 1891 | 1896 |
| ---- | ---- | ---- | ---- | ---- | ---- | ---- | ---- | ---- |
| 607  | 627  | 628  | 634  | 701  | 748  | 712  | 664  | 624  |

| 1901 | 1906 | 1911 | 1921 | 1926 | 1931 | 1936 | 1946 | 1954 |
| ---- | ---- | ---- | ---- | ---- | ---- | ---- | ---- | ---- |
| 621  | 584  | 530  | 418  | 357  | 334  | 315  | 313  | 283  |

| 1962 | 1968 | 1975 | 1982 | 1990 | 1999 | 2006 | 2011 | 2016 |
| ---- | ---- | ---- | ---- | ---- | ---- | ---- | ---- | ---- |
| 293  | 295  | 271  | 291  | 318  | 303  | 286  | 349  | 332  |

| 2021 | 2022 | - | - | - | - | - | - | - |
| ---- | ---- | - | - | - | - | - | - | - |
| 321  | 321  | - | - | - | - | - | - | - |

Estimation de 1763 : 79 feux multiplié par un coefficient de 5.

## Lieux et monuments
Église Saint-Pierre du XIIe siècle.
Monument aux Morts, place de l'Église.
Le Single (le mont du Single).
Mairie du XIXe siècle.
Ancien lavoir.
Une petite sente, joliment appelée la Meusserotte longeait le clos Fortier par sa droite, pour rejoindre le chemin menant au mont, au pied de la croix.

## Personnalités liées à la commune
Parmi les plus anciennes familles installées, il faut retenir :
la famille Fortier, les Maulins, les Misserets dont les noms figurent encore gravés sur les bancs en bois de l'église, où prenaient place ces familles aux offices. L'un des Fortier a été nommé maire de Meloisey pendant son absence au Maroc où il effectuait son service militaire dans la deuxième partie du XIXe siècle. Ce fut le plus jeune maire de France.

## Héraldique
| Blason de Meloisey | Blason  | De gueules à deux clés d'or, les pannetons adossés, surmontées d'une étoile à dix rais flamboyants du même. |
| Blason de Meloisey | Détails | Le statut officiel du blason reste à déterminer.                                                            |